# 哈德威克鎮區 (新澤西州)
哈德威克鎮區（英語：Hardwick Township）是位於美國新澤西州沃倫縣的一個鎮區。

## 地方資料
哈德威克鎮區的面積為100.85平方千米，當中陸地面積為97.19平方千米，而水域面積為3.66平方千米。根據2020年美國人口普查的數據，當地共有人口1598人，而人口密度為每平方千米15.85人。